# Ernst Schmadel
Ernst Schmadel (* 27. März 1938 in Laubach) ist ein deutscher Politiker (SPD) und ehemaliger Abgeordneter des Hessischen Landtags.

## Ausbildung und Beruf
Ernst Schmadel machte 1958 Abitur an der Theo-Koch-Schule in Grünberg (Kreis Gießen) und studierte 1958 bis 1964 in Marburg an der Lahn. 1964 legte er sein erstes Staatsexamen ab und war 1964 bis 1965 als Stipendiat am Europa-Kolleg in Brügge (Belgien) und schloss das Studium dort mit dem „Certificat des Hautes Etudes Europeennes“ ab. 1965 bis 1967 folgte die Referendarausbildung und danach die Tätigkeit als Lehrer an der Alten Landesschule Korbach.

## Politik
Ernst Schmadel war von 1970 bis 1972 Vorsitzender der Jungsozialisten und ab 1970 Unterbezirksvorsitzender der SPD in Waldeck, Mitglied des nordhessischen Bezirksvorstandes und des Landesvorstandes der SPD. Gleichzeitig war er Mitglied der GEW, der Europa-Union und der Arbeiterwohlfahrt.
Von 1968 bis 1972 war er Stadtverordneter in Korbach und von 1972 bis 1973 Kreistagsabgeordneter des Landkreises Waldeck. Vom 5. März 1974 bis zum 30. November 1974 war er Mitglied des Hessischen Landtags.

## Weblink
- Ernst Schmadel. Abgeordnete. In: Hessische Parlamentarismusgeschichte Online. HLGL & Uni Marburg, abgerufen am 2. August 2024 (Stand 2. April 2024).

| Personendaten    | Personendaten                  |
| ---------------- | ------------------------------ |
| NAME             | Schmadel, Ernst                |
| KURZBESCHREIBUNG | deutscher Politiker (SPD), MdL |
| GEBURTSDATUM     | 27. März 1938                  |
| GEBURTSORT       | Laubach                        |